# NGC 60
NGC 60 je galaksija u zviježđu Ribe.

## Vanjske poveznice
- SEDS: NGC 0060